# Vita frun (film)
För andra betydelser, se Vita frun.
Vita frun är en svensk dramafilm från 1962 i regi av Arne Mattsson. Filmen är en uppföljare till Damen i svart, Mannekäng i rött och Ryttare i blått. Den följdes av Den gula bilen.

## Handling
En blond vitklädd flicka med en underlig glans i ögonen spelar spinett i paviljongen på Stortuna slott. Hon går sakta ut och ner mot kärret där hon vandrar ut...
Bruksherren Wilhelm Lundberg har gått bort och hans testamente läses upp för släktingarna. I princip hela förmögenheten går till Helen, hans hustru i andra och sista äktenskapet, och hennes dotter. Hans bortgångna hustrus barn från första äktenskapet, Roger och Eva von Schöffer, får ingenting. Eva blir fruktansvärt besviken och skriker ut sin ilska. Andra behåller sin vrede och avund för sig själva.
En natt påträffas Eva drunknad i kärret. Strax därpå börjar Vita Frun spöka och spela spinett i slottets paviljong.

## Om filmen
Filmen premiärvisades den 2 juli 1962 på biograferna Grand, Alcazar och Victoria i Stockholm. Året efter filmen, 1963, utgavs Folke Mellvigs roman Vita frun, baserad på filmens manus, på Albert Bonniers förlag.
Vita frun har visats vid ett flertal tillfällen på TV4 och i SVT, bland annat 2012 och i december 2019.

## Rollista
- Nils Asther – Simon Ek, läkare
- Anita Björk – Helen G:son Lundberg
- Jan Malmsjö – Roger von Schöffer
- Karl-Arne Holmsten – John Hillman, detektiv
- Sif Ruud – Eivor Jansson, sjuksköterska
- Elisabeth Odén – Agneta, Helens dotter
- Nils Hallberg – Freddy Sjöström, Hillmans medhjälpare
- Lena Granhagen – Sonja, Freddys fästmö
- Tor Isedal – Torbjörn Strand, förvaltare
- Gio Petré – Eva von Schöffer
- Olle Björklund – Rune Ahlgren, kommissarie
- Margit Carlqvist – Maria, hembiträde
- Hjördis Petterson – Julia Rask
- Britta Brunius – Selma Rask
- Elisabeth Falk – Maud Bergstedt
- Hugo Björne – advokat
- Mona Geijer-Falkner – fru Andersson, patient
- Curt Löwgren – taxichaufför
- Tor Borong – slottstjänare
- Curt Ericson – polis
- Inger Bengtsson – busschaufför

## DVD
Filmen gavs ut på DVD 2009 och i samlingsboxarna 5 Hillmanklassiker 2003, Privatdetektiv Hillman box 2010 och Den stora Hillmanboxen 2018.